# XM1111 Mid-Range Munition
Die XM1111 Mid-Range Munition (MRM) war eine präzisionsgelenkte Munition für die Rheinmetall 120-mm-Glattrohrkanone, deren Variante bei den US-Streitkräften als M256 bezeichnet wird. Sie wurde entwickelt, um die Anforderungen des Future Combat Systems nach einer „non-line of sight“ Panzermunition zu erfüllen. Die Entwicklung beider Versionen wurde 2009 zusammen mit dem Future Combat Systems abgebrochen.

## Technik
MRM-KE wirkt wie ein Wuchtgeschoss durch Direkttreffer. Die Munition kann sowohl direkt als auch indirekt verschossen werden. Bis sie das Zielgebiet erreicht, fliegt das Projektil auf einer ballistischen Bahn und aktiviert erst im Endanflug ein Raketentriebwerk, um überschallschnell zu werden (bis zu Mach 4). Zusammen mit den kleinen Schubdüsen für schnelle Kurskorrekturen soll so zum einen die kinetische Energie des Penetrators erhöht werden, zum anderen sollen so abstandsaktive Schutzmaßnahmen umgangen werden. Zur Zielerfassung dient ein passiver Lasersensor und ein aktives Radarsystem, welches Ziele auch autonom erfassen kann (Fire-and-Forget).
Die MRM-CE arbeitet nach demselben Prinzip, nur dass hier statt des Millimeterwellen-Radars ein abbildender Infrarotsucher integriert ist. Durch die Hohlladung wirkt sie auch gegen leicht- und ungepanzerte Ziele (Stellungen, Gebäude, KFZ).
Die Geschosse können mit einer Laserzielmarkierung punktgenau ins Ziel gebracht werden, beispielsweise durch einen vorgeschobenen Beobachter. Wenn ein gegnerischer Panzer angegriffen werden soll, kann mit dem Laserzielmarkierer auch neben das Fahrzeug gezielt werden. Die Munition schaltet automatisch das identifizierte Ziel auf, das dem Laserpunkt am nächsten ist. So werden die gegnerischen Laserwarner nicht ausgelöst.